# Свирщинская, Анна
Анна Свирщи́нская, иногда Свирщи́ньская (пол. Anna Świrszczyńska, 7 февраля 1909, Варшава, Российская империя — 30 сентября 1984, Краков) — польская поэтесса, писательница, переводчик, автор книг для детей.

## Биография
Дочь художника Яна Сверщинского (официальное написание её фамилии через букву «и» — результат ошибки в записи о рождении). Закончила отделение полонистики Варшавского университета.
Дебютировала в печати в 1930 году, первая книга «Стихи и проза» была издана на средства автора в 1936 году. В том же году была принята в Союз писателей Польши. Работала редактором, писала стихи и прозу для детей. Годы войны (до октября 1944 года) жила в оккупированной Варшаве. Её стихотворная драма «Орфей» (1943) получила премию на подпольном литературном конкурсе. Принимала участие в Варшавском восстании, была санитаркой.
После поражения повстанцев чудом уцелела, была взята в плен, два часа простояла у стенки, ожидая расстрела, затем пришёл немецкий офицер и распорядился расстрелять всех мужчин и отпустить женщин. Смогла бежать из города, пешком перебралась в Краков, где и прожила всю оставшуюся жизнь. Работала на радио, писала сценарии анимационных фильмов, переводила оперные либретто, обрабатывала для сцены классическую прозу («Монахиня» Дидро, «Госпожа Бовари» Флобера и др.).
С 1951 года занималась только литературой. Вторая книга её стихов вышла в 1958 году. Последнее двадцатилетие жизни стало для Свирщинской временем творческого расцвета.
Муж Ян Адамский, актёр, заслуженный деятель культуры Польши .

## Творчество
Поэтическое творчество Свирщинской определено темой пережитых ею и страной военных испытаний и её ролью женщины, или, как она предпочитала писать, бабы («Я — баба» называлась книга её стихов 1972 года). Редкая прямота и глубина в раскрытии обеих тем — а, по сути, единой темы — сделала Свирщинскую, по общему признанию публики и критики, одним из крупнейших и наиболее своеобразных польских поэтов XX столетия.

## Избранные произведения

### Стихотворения
- Wiersze i proza (1936)
- Liryki zebrane (1958)
- Czarne słowa (1967)
- Wiatr (1970)
- Jestem baba (1972)
- Poezje wybrane (1973)
- Budowałam barykadę (1974)
- Szczęśliwa jak psi ogon (1978)
- Wybór wierszy (1980)
- Poezje (1984)
- Teatr poetycki (1984)
- Cierpienie i radość (1985)
- Kobiety, baby (1988)
- Czysta rozkosz (1992)
- Radość i cierpienie. Utwory wybrane (1993)
- Ogromniejąca perła samotności: poezja (1996)
- Poezja (1997, составление Чеслава Милоша)
- Liryki najpiękniejsze (1999)
- Jestem baba. Wiersze z różnych lat (2000)

### Драмы
- Śmierć Orfeusza (1938)
- Orfeusz. Sztuka w 3 aktach (1943)
- Ostrożny. Sztuka w 2 odsłonach (1946)
- Strzały na ulicy Długiej (1947)
- Odezwa na murze (1951, премия Министерства культуры и искусства)
- Czerwone sztandary (1952)
- Życie i śmierć (1956)
- Trzy kobiety i ja (1960)
- Miałem dwie żony (1963)
- Śmierć w Kongo (1963)
- Kiedy rzeka była źródłem (1967)
- Mama płaci alimenty (1967)

## Публикации на русском языке
- Стихи / Пер. с польск. и вступл. Н. Астафьевой // Иностранная литература, 1973, № 10, с.52-60
- Стихи о Варшавском восстании // Иностранная литература, 1989, № 8, с. 108—114
- [Стихи] // Польские поэты / Сост. и предисл. А. Базилевского; Ред. Ю. Мориц. М.: Радуга, 1990, с.13-76.
- Стихи // Н. Астафьева, В. Британишский. Польские поэты XX века. Антология. Т. I. СПб.: Алетейя, 2000, с. 298—322
- [Стихи] // Астафьева Н. Польские поэтессы. Антология СПб.: Алетейя, 2002, с.206-257
- Небо оплёванных / Niebo oplutych / Сост. А. Базилевский. М.: Вахазар, 2011. 104 с.

## Признание
Полный кавалер Ордена Возрождения Польши (1957, 1975), лауреат премии Кракова (1976) и других наград. Стихотворения Свирщинской на английский язык перевёл Чеслав Милош (1985, 1986), он же написал книгу о поэтессе — «Какой гость у нас был» (1996 год, 2-е издание в 2003 году).